# Ariane 2
Ariane 2 byla evropská trojstupňová nosná raketa používaná v letech 1986 až 1989. Po technické stránce byla vylepšenou verzí Ariane 1 s prodlouženým prvním i druhým stupněm a bez čtvrtého stupně na tuhé palivo. Hlavním účelem rakety byla doprava komunikačních družic na dráhu přechodovou ke geostacionární, na niž byla schopna vynést až 2175 kilogramů nákladu. Byla používána současně s Ariane 3 a roku 1989 byly obě nahrazeny raketou Ariane 4. Palivo prvních dvou stupňů se nazývalo UH-25. Jednalo se o směs asymetrického dimethylhydrazinu a hydrazinu, která je svými vlastnostmi velmi podobná americkému Aerozinu 50.

## Starty Ariane 2
| Let | Datum              | Náklad         | Výsledek |
| --- | ------------------ | -------------- | -------- |
| 18  | 31. května 1986    | Intelsat-5A 14 | Neúspěch |
| 20  | 21. listopadu 1987 | TV-Sat 1       | Úspěch   |
| 22  | 17. května 1988    | Intelsat-5A 13 | Úspěch   |
| 26  | 28. října 1988     | TDF 1          | Úspěch   |
| 28  | 27. ledna 1989     | Intelsat-5A 15 | Úspěch   |
| 30  | 2. dubna 1989      | Tele-X         | Úspěch   |